# Assemblée générale du Colorado
Pour les autres articles nationaux ou selon les autres juridictions, voir Assemblée générale (homonymie).
73e législature du Colorado
Capitole de l'État du Colorado
L'Assemblée générale du Colorado (en anglais : Colorado General Assembly) est la  législature bicamérale de l'État américain de Colorado.

## Structure
L'Assemblée générale se présente sous la forme d'un organe bicaméral composé d'une chambre haute, le Sénat de 35 membres, élus pour quatre ans, renouvelables par moitié tous les deux ans, et d'une chambre basse, la Chambre des représentants de 65 membres élus pour deux ans. Tous ne peuvent exercer leurs fonctions pendant plus de huit ans consécutifs et ne sont ensuite rééligibles qu'après une période de quatre ans.

## Siège
L'Assemblée générale siège au Capitole de l'État à Denver, capitale du Colorado.

## Composition
Lors de la 71e législature, ouverte le 11 janvier 2017, l'Assemblée générale est divisée entre une Chambre des représentants à majorité démocrate (37 contre 28) et un Sénat contrôlé par les républicains (18 contre 17),.
Sous les 72e et 73e législatures, les deux chambres de l'Assemblée générale sont contrôlées par les démocrates.